# Synagoge (Appingedam)

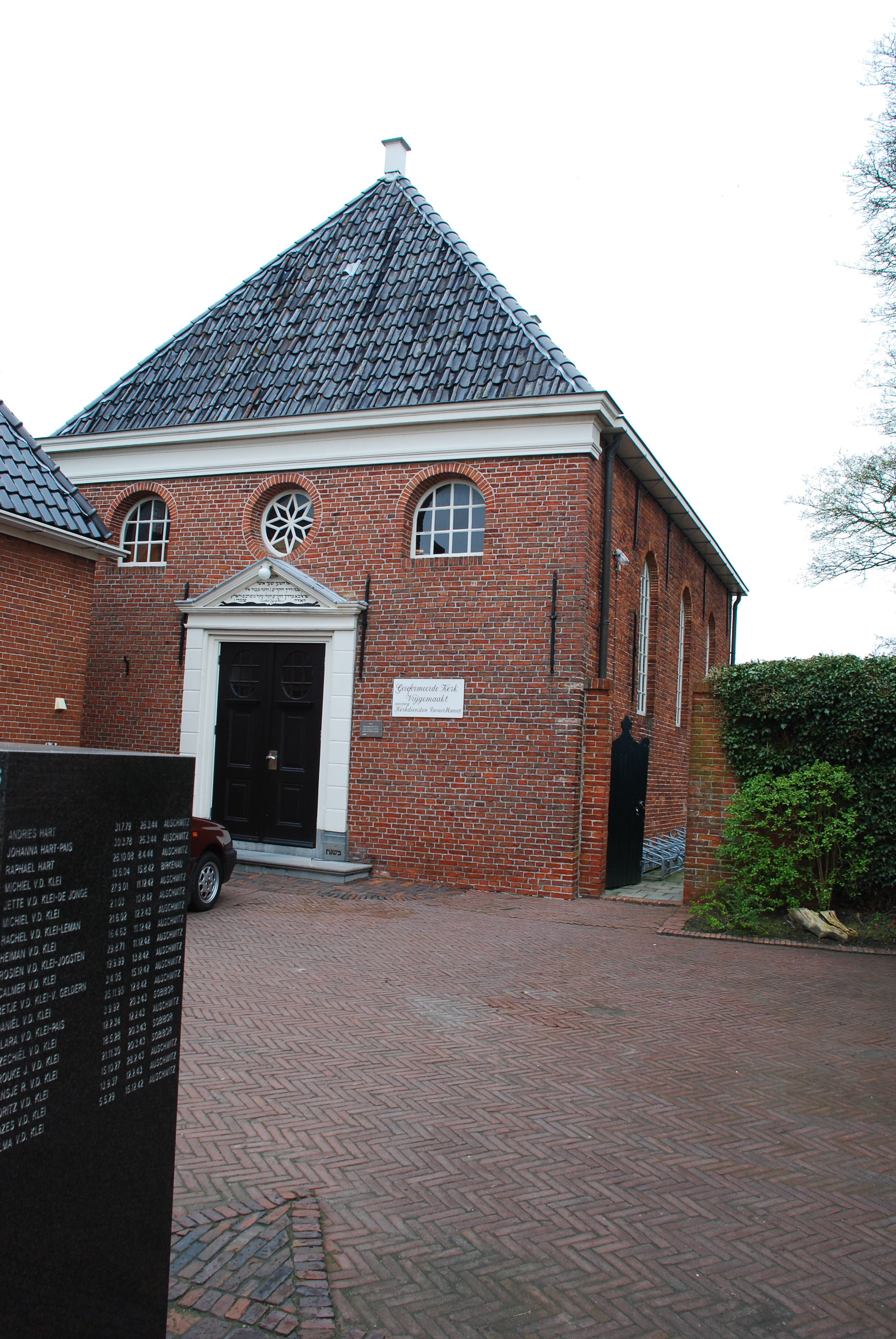
Synagoge van Appingedam

De synagoge van Appingedam is een voormalige synagoge in de Nederlandse stad Appingedam, die in 1801 door de joodse gemeente werd ingewijd en daarmee de oudste synagoge in de provincie Groningen is.
Voor het gebouw aan de Broerstraat staat een gedenkteken met de namen van omgekomen Joodse inwoners van Appingedam tijdens de Jodenvervolging in de Tweede Wereldoorlog. Na de bevrijding van de Duitse bezetting in Nederland waren er nauwelijks meer belijdende joden in Appingedam en daarom is de synagoge in 1945 verkocht aan de Gereformeerde kerk vrijgemaakt (GKV). Deze heeft het gebouw, dat in mei 1945 door een bom was getroffen, gerestaureerd en als godshuis in gebruik genomen. De kerkgemeente is in 2015 verhuisd naar de gerestaureerde Gereformeerde kerk aan de Dijkstraat, die sinds 2009 leegstond. Daarna is de synagoge, een rijksmonument, door de eigenaar, de Stichting Oude Groninger Kerken, in de oude staat teruggebracht en op 5 mei 2015 heropend. Het gebouw werd een ontmoetingscentrum met een culturele functie. In de bijbehorende Joodse school is een bed & breakfast gevestigd.